# 龙川镇 (南华县)
龙川镇，是中华人民共和国云南省楚雄彝族自治州南华县下辖的一个乡镇级行政单位。是南华县人民政府驻地。

## 行政区划
龙川镇下辖以下地区：
龙泉社区、南秀社区、西云社区、海子山社区、笪家屯社区、斗山村、火星村、罗家屯村、白衣村、车子塘村、石门村、上雨天村、平山村、灵官村、红土门村、大谷堆村、蟠龙村、岔河村、云台山村、大智阁村、徐营村、河硐村、上庄科村、斗华村、羊草河村、二街村、梅子树村、柿子树村和镇境村。